# 長崎県立瓊浦中学校 (旧制)
| 長崎県立瓊浦中学校(旧制) 略称：瓊中 | 長崎県立瓊浦中学校(旧制) 略称：瓊中                                    |
| ----------------------------------- | ---------------------------------------------------------------------- |
| 創立                                | 1923年（大正12年）                                                     |
| 所在地                              | 長崎県長崎市                                                           |
| 初代校長                            |                                                                        |
| 廃止                                | 1948年                                                                 |
| 後身校                              | 長崎県立瓊浦高等学校 → 長崎県立長崎東高等学校 → 長崎県立長崎西高等学校 |
| 同窓会                              | 瓊浦中学校同窓会(2011年解散）                                          |

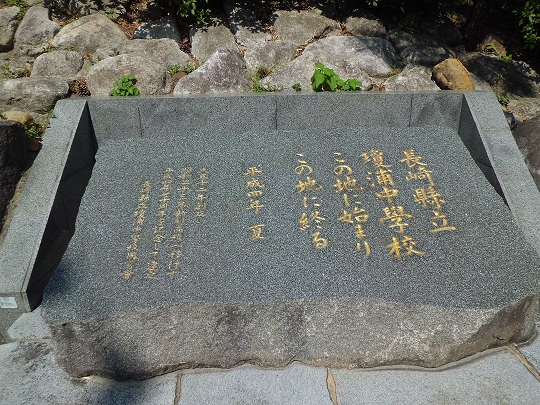
長崎西高校前の坂（通称：「遅刻坂」）に設置された
旧制県立瓊浦中学校の碑
（1992年（平成4年）瓊浦中学創立70周年記念時に建立。）

長崎県立瓊浦中学校（ながさきけんりつ けいほちゅうがっこう）は、長崎県長崎市竹ノ久保にかつて存在した旧制中学校。略称「瓊中（けいちゅう）」
戦後の学制改革で長崎県立長崎瓊浦高等学校になった後、他3校と統合・分割され、長崎県立長崎東高等学校と長崎県立長崎西高等学校として開校した。そのため、長崎県立長崎中学校（旧制）等とならんで、長崎東高等学校と長崎西高等学校の前身の1つである。
校舎の跡地には現在、長崎県立長崎西高等学校が建っている。

## 概要
校名の由来
「瓊浦」とは、「長崎」の古い呼び名「瓊の浦」（たまのうら）に由来している。
校訓
「不撓不屈」
校章
「中」の文字
校歌
作詞が富永公民、作曲が小坂井桂次郎。3番まであり、1番に「瓊の浦（たまのうら）」が登場する。

## 沿革

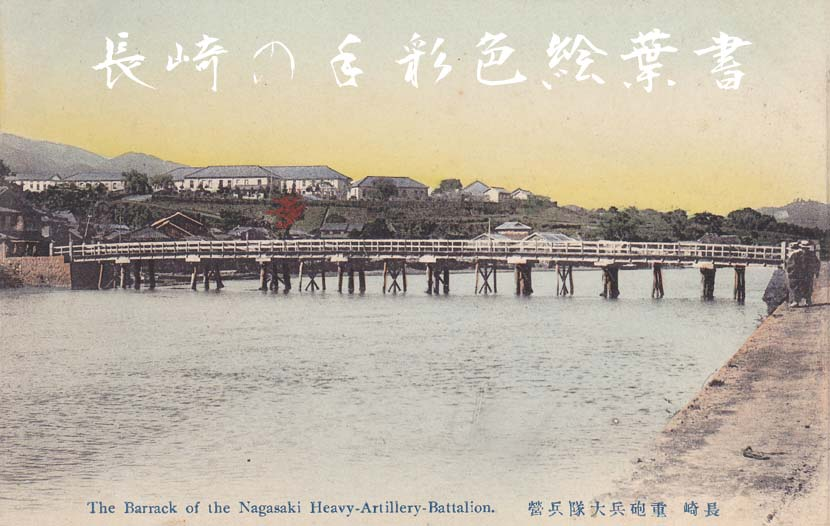
長崎重砲兵大隊兵営＿長崎の手彩色絵葉書

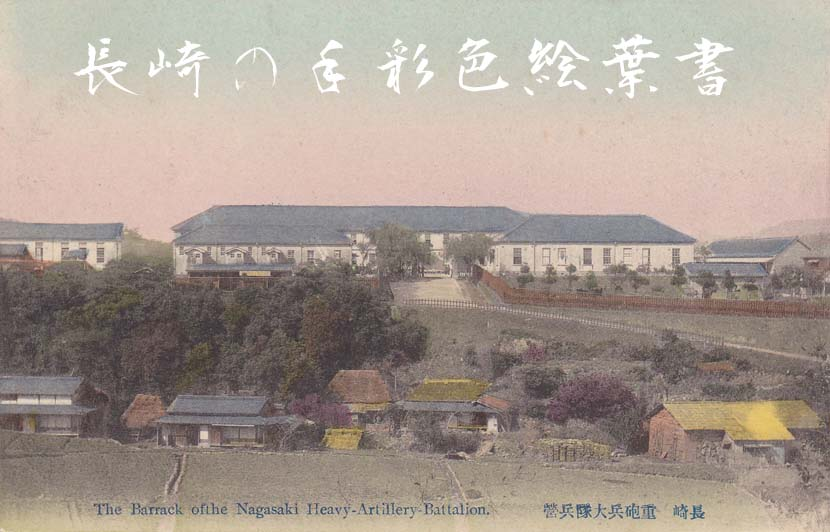
長崎重砲兵大隊兵営＿長崎の手彩色絵葉書

- 1923年（大正12年）4月1日[7] - 「長崎県立瓊浦中学校」が開校。竹ノ久保の元長崎重砲兵大隊[8]兵舎を仮校舎とした。
- 1924年（大正13年） - 校舎を新築・移転。
- 1926年（大正15年） - 瓊浦中学校内に長崎夜間中学校が開設。
- 1928年（昭和3年）6月10日 - 開校式を挙行。
- 1933年（昭和8年） - 長崎夜間中学校を長崎市立夜間中学校と改称。
- 1943年（昭和18年）
  - 4月1日 - 中等学校令の施行により、この時の入学生から修業年限が5年から4年に短縮される。併設の長崎夜間中学校を長崎市立中学校[9]に改称。
- 1945年（昭和20年）
  - 3月 - 教育ニ関スル戦時非常措置方策に基づく修業年限4年施行の前倒しにより、4年生と5年生の合同卒業式が行われる。
  - 4月1日 - 学校での授業が停止される。ただし勤労動員は継続される。
  - 8月9日 - 長崎への原子爆弾投下。
  - 9月 - 授業を再開。
- 1946年（昭和21年）4月1日 - 修業年限が5年に戻る。
- 1947年（昭和22年）
  - 1月 - 山里国民学校より北側校舎5教室を借用。
  - 4月1日 - 学制改革（六・三制の実施）が行われる。
    - 旧制中学校の生徒募集を停止（新入生（1年生）不在）。
    - 新制中学校を併設し（名称:長崎県立瓊浦中学校併設中学校、以下・併設中学校）、旧制中学校1・2年修了者を新制中学2・3年生として収容。
    - 校舎が全壊し、山里国民学校の校舎を借用していたため、瓊浦中学校併設中学校は学制改革で同時に発足した長崎市立山里中学校に併設の形をとる[10]。
    - 瓊浦中学校併設中学校としては、新たに生徒募集は行われず、在校生が2・3年生のみの中学校であった（山里中学校としては1～3年生まで在籍）。
    - 旧制中学校3・4年生はそのまま旧制中学校に在籍し、4・5年生となる（4年修了時点で卒業することもできた）。
- 1948年（昭和23年）
  - 4月1日 - 学制改革に伴い、「長崎県立瓊浦高等学校」[11]と改称。
    - 旧制中学校卒業生（5年修了者）を新制高校3年生、旧制中学校4年修了者を新制高校2年生、併設中学校卒業生（3年修了者）を新制高校1年生として収容。
    - 併設中学校は新制高校に継承され（名称:長崎県立瓊浦高等学校併設中学校）、在校生が1946年（昭和21年）に旧制中学校へ最後に入学した3年生のみとなる。

  - 11月30日 - GHQ派遣のニブロ教育官勧告を受け、長崎市内の他3校[3]と統合の上、「長崎県立長崎東高等学校」と「長崎県立長崎西高等学校」が開校。
    - 西山校舎（旧・長崎県立長崎高等女学校）が長崎県立長崎東高等学校の校舎にあてられる。
    - 鳴滝校舎（旧・長崎県立長崎中学校）が長崎県立長崎西高等学校の校舎にあてられる。
    - 併設中学校も統合され、「長崎県立長崎東・西高等学校併設中学校」として桜馬場校舎（旧・長崎市立高等女学校[12]）1ヶ所にまとめられる。
- 1950年（昭和25年）7月 - 長崎県立長崎西高等学校が長崎市竹の久保町（旧・長崎県立瓊浦中学校跡）に木造校舎を新築し、鳴滝から移転。
- 1971年（昭和46年）8月8日 - 旧制瓊浦中学校の「報国隊犠牲者の碑」が長崎西高校の正門横に完成し、入魂式を挙行。「不撓不屈」の文字が刻まれている。
- 1992年（平成4年） - 同窓会により長崎西高校前の坂に「瓊浦中学の碑」が建立。
- 2011年（平成23年）11月4日 - 会員の高齢化に伴い、瓊浦中学校創立90周年を節目に同窓会が解散[13][14]。

## 部活動
運動部
- 剣道部
- 柔道部
- 庭球部
- 篭球部
- 野球部
- 射撃部
- 蹴球部
- 弓道部
- 体操部
- 陸上競技部
- 銃剣道部

文化部
- 弁論部

## 歴代校長
- 初代 - 岡野章太
- 第2代 - 船引真造
- 第3代（最終） - 数川与五郎

## 著名な出身者
- 大賀良平 - 第12代海上幕僚長
- 大津留温 - 建設事務次官、住宅金融公庫総裁
- 松谷蒼一郎 - 参議院議員、内閣官房副長官
- 森澄雄 - 詩人、日本芸術院賞・紫綬褒章

## 原子爆弾の被害
- 爆心地から西南約800ｍにあった長崎県立瓊浦中学校では、1945年（昭和20年）8月9日 午前11時2分に投下された原子爆弾により、木造2階建ての本館・別館校舎が倒壊、平屋建ての新築校舎が全壊・全焼した。 その日、学校敷地内には教職員10名、生徒40名、助手・用務員等11名、計61名がいたが、生き残ったのはわずか数人であった。2年以上の学年は学徒報国隊として出動。1年生は午前10時に試験を終え、一部のものを除いて帰宅しており、それぞれの場所で被爆した。 罹災死亡者数について「長崎県立瓊浦中学校沿革誌」には、教職員16名、生徒387名と記しており、このほか用務員2人の爆死を加えると計405人の被害であったと推定されている。[15][16][17]
- 当時校内に設置されていた高さ6.2メートルの給水タンクは、原爆の爆風により鉄骨が飴細工のように曲がった姿となり、戦後長く爆心地公園に移され現状保存されていたが、その後1996年に開館した長崎原爆資料館に移され展示されている[18]。